# Elien Vekemans
Elien Vekemans (30 april 2001) is een Belgische atlete, die gespecialiseerd is in het polsstokhoogspringen. Ze werd vijfmaal Belgisch kampioene en heeft op dit onderdeel het Belgische record in handen.

## Loopbaan

### Eerste resultaten
Vekemans nam in 2018 deel aan de Europese kampioenschappen U18 in Győr. Ze raakte niet over haar aanvangshoogte. Het jaar nadien nam ze deel aan de Europese kampioenschappen U20 in Borås en behaalde ze een bronzen medaille in het polsstokhoogspringen. In 2020 werd ze outdoor voor het eerst Belgisch kampioene.
In 2023 nam ze deel aan het EK U23 in Helsinki en behaalde ze een zilveren medaille. Vekemans kwalificeerde zich dat jaar tevens voor haar eerste WK, de wereldkampioenschappen in Boedapest, waar ze in augustus aan deelnam. Daar strandde ze met 4,35 m in de kwalificatieronde.

### Belgisch recordhoudster
In 2024 brak Vekemans het Belgische record polsstokspringen outdoor in Kessel-Lo tijdens de Meeting voor Mon, georganiseerd door haar eigen club. Ze bracht het record, dat op naam stond van Fanny Smets, naar 4,52 m. Een maand later verbeterde ze dit record in Krk naar 4,54 m. Dat was ook 1 cm hoger dan het Belgisch record indoor van Fanny Smets en zo werd ze algemeen Belgisch recordhoudster.

### Van record naar record
In 2025 liet Vekemans zien, dat zij het pad omhoog definitief had gevonden. Reeds in januari sprong zij bij indoorwedstrijden in Rouen over 4,56 m. Nu had ze niet alleen outdoor, maar ook indoor het record van Fanny Smets verbeterd. Haar indoorprestatie was zelfs hoger dan haar eigen outdoorrecord.
Die situatie duurde nog geen half jaar. Op 17 juni zette zij tijdens de Paavo Nurmi Games in Turku een belangrijke volgende stap door voor het eerst de 4,60-metergrens te passeren en haar eigen outdoorrecord op te vijzelen naar 4,61. Nu had Vekemans de smaak pas echt goed te pakken en maakte zij er elf dagen later, tijdens de EK voor landenteams (2e div.) in Maribor, zelfs 4,65 van. Hiermee werd zij tweede in het toernooi en hielp zij haar land aan een vracht punten voor het landenklassement. Dat zij nu in absolute topvorm verkeerde, bewees Vekemans door nog geen maand na haar vorige record dit alweer met 1 cm bij te stellen naar 4,66. Dat deed zij in eigen huis tijdens de Nacht van de Atletiek in Heusden-Zolder. Waarna zij een voorlopige kroon op haar opvallende progressie zette door, nog geen twee maanden nadat zij voor het eerst over 4,60 was gesprongen, nu ook de 4,70-metergrens te slechten. Want op 13 augustus wist zij in het Duitse Jockgrim een internationale polsstokmeeting te winnen met en sprong over 4,73! Hiermee had zij niet alleen haar eigen Belgische record in vijf stappen van 4,56 naar 4,73 opgekrikt, maar had zij zich tevens een rechtstreeks ticket voor de WK in Tokio toegeëigend.
Club
Vekemans is aangesloten bij Daring Club Leuven Atletiek. 
Privé
Vekemans is de zus van voetballer Daan Vekemans. Ze studeerde aan de University of Oklahoma, en de Universiteit van Arkansas. 
Sinds 2022 woont ze terug in Herent en studeert aan de Katholieke Universiteit Leuven.

## Kampioenschappen

### Internationale kampioenschappen
| Onderdeel        | Titel                  | Jaar |
| ---------------- | ---------------------- | ---- |
| polsstokspringen | Universitair kampioene | 2025 |

### Belgische kampioenschappen
Outdoor
| Onderdeel        | Jaar             |
| ---------------- | ---------------- |
| polsstokspringen | 2020, 2023, 2024 |

Indoor
| Onderdeel        | Jaar       |
| ---------------- | ---------- |
| polsstokspringen | 2024, 2025 |

## Persoonlijke records
Outdoor
| Onderdeel        | Prestatie   | Datum            | Plaats   |
| ---------------- | ----------- | ---------------- | -------- |
| polsstokspringen | 4,73 m (NR) | 13 augustus 2025 | Jockgrim |

Indoor
| Onderdeel        | Prestatie   | Datum           | Plaats |
| ---------------- | ----------- | --------------- | ------ |
| polsstokspringen | 4,56 m (NR) | 24 januari 2025 | Rouen  |

## Palmares
polsstokhoogspringen
- 2018:  BK indoor AC – 4,05 m
- 2018: NM kwal. EK U18 in Győr
- 2019:  EK U20 in Borås – 4,16 m
- 2020:  BK AC – 4,20 m
- 2023:  BK indoor AC – 4,00 m
- 2023:  EK U23 in Espoo - 4,45 m
- 2023:  BK AC – 4,40 m
- 2023: 21e in kwal. WK in Boedapest – 4,35 m
- 2024:  BK indoor AC – 4,30 m
- 2024: NM kwal. EK in Rome
- 2024:  BK AC – 4,20 m
- 2025:  BK indoor AC – 4,51 m
- 2025: 7e EK indoor in Apeldoorn - 4,55 m
- 2025:  Paavo Nurmi Games in Turku - 4,61 m (NR)
- 2025:  EK voor landenteams (2e div.) in Maribor - 4,65 m (NR)
- 2025:  Nacht van de Atletiek - 4,66 m (NR)
- 2025:  Universiade in Bochum - 4,60 m
- 2025:  Internat. Polsstokmeeting in Jockgrim (Dld.) - 4,73 m (NR)

Diamond League-resultaten
- 2024: 7e Memorial Van Damme - 4,40 m
- 2025: 5e Kamila Skolimowska Memorial - 4,50 m